# Щитотримач
Щитотрима́ч — елемент герба, являє собою фігуру, що розташовується по одній зі сторін геральдичного щита.
Як правило, якщо герб має щитотримачів, то їх двоє, ліворуч та праворуч від щита, хоча часом вони розташовані позаду щита, або фігура лише одна. Фігури найчастіше зображують тварин (реальних або вигаданих) або людей, рідше зустрічаються рослини або неживі предмети: відомий дієтолог, нобелівський лауреат Джон Бойд Орр, нагороджений титулом лицаря, помістив на свій герб колосся пшениці; на емблемі есмінця USS Donald Cook (DDG-75) щитотримачами є ракети; на гербі  бразильського штату Ріу-Гранді-ду-Норті зображені дерева екваторіального лісу; герб Валенсії обрамляють літери.
Зазвичай фігури представляють історичне значення для носія герба.